# Condado de Lynn
O Condado de Lynn é um dos 254 condados do estado norte-americano do Texas. A sede do condado é Tahoka, e sua maior cidade é Tahoka.
O condado possui uma área de 2 314 km² (dos quais 4 km² estão cobertos por água), uma população de 6 550 habitantes, e uma densidade populacional de 3 hab/km² (segundo o censo nacional de 2000).
O condado foi criado em 1876. É um dos 46 condados do Texas que proibem a venda de bebidas alcoólicas.